# Mikajel Mikajelian
Mikajel Mikajelian (orm. Միքայել Միքայելյան; ur. 10 lipca 1999) – ormiański biegacz narciarski.

## Kariera
Po raz pierwszy na arenie międzynarodowej Mikajelian pojawił się 14 stycznia 2015 roku, podczas zawodów Mistrzostw Armenii w miejscowości Cachkadzor w środkowej Armenii, gdzie zajął 4. miejsce na dystansie 15 km stylem dowolnym.
Nie zdobył jeszcze punktów w Pucharze Świata.
Jego brat Sergej również uprawia biegi narciarskie.

## Osiągnięcia

### Igrzyska olimpijskie
| Miejsce | Dzień     | Rok  | Miejscowość | Konkurencja              | Czas biegu  | Strata      | Zwyciężczyni           |
| ------- | --------- | ---- | ----------- | ------------------------ | ----------- | ----------- | ---------------------- |
| 72.     | 11 lutego | 2018 | Pjongczang  | Sprint stylem klasycznym | 3:05,75 min | —           | Johannes Høsflot Klæbo |
| 83.     | 16 lutego | 2018 | Pjongczang  | 15 km stylem dowolnym    | 33:43,9 min | +5:17,5 min | Dario Cologna          |

### Mistrzostwa świata
| Miejsce | Dzień     | Rok  | Miejscowość      | Konkurencja              | Czas biegu  | Strata      | Zwycięzca              |
| ------- | --------- | ---- | ---------------- | ------------------------ | ----------- | ----------- | ---------------------- |
| 95.     | 19 lutego | 2015 | Falun            | Sprint stylem klasycznym | 3:02,35 min | —           | Petter Northug         |
| 95.     | 23 lutego | 2017 | Lahti            | Sprint stylem dowolnym   | 3:13,76 min | —           | Federico Pellegrino    |
| 74.     | 27 lutego | 2019 | Seefeld in Tirol | 15 km stylem klasycznym  | 38:22,6 min | +6:47,0 min | Martin Johnsrud Sundby |
| 59.     | 27 lutego | 2021 | Oberstdorf       | 30 km bieg łączony       | 1:11:33,9 h | LAP         | Aleksandr Bolszunow    |
| 47.     | 3 marca   | 2021 | Oberstdorf       | 15 km stylem dowolnym    | 33:48,7 min | +3:51,2 min | Hans Christer Holund   |

### Mistrzostwa świata juniorów
| Miejsce | Dzień       | Rok  | Miejscowość | Konkurencja                            | Czas biegu  | Strata      | Zwycięzca               |
| ------- | ----------- | ---- | ----------- | -------------------------------------- | ----------- | ----------- | ----------------------- |
| 51.     | 28 stycznia | 2018 | Goms        | Sprint stylem dowolnym                 | 2:59,77 min | —           | Tom Mancini             |
| 33.     | 30 stycznia | 2018 | Goms        | 10 km stylem klasycznym                | 24:58,8 min | +2:11,9 min | Jon Rolf Skamo Hope     |
| 23.     | 1 lutego    | 2018 | Goms        | 20 km bieg łączony                     | 58:45,7 min | +3:36,8 min | Harald Østberg Amundsen |
| DNF     | 20 stycznia | 2019 | Lahti       | Sprint stylem klasycznym               | 3:26,33 min | —           | Aleksandr Tierientjew   |
| 40.     | 22 stycznia | 2019 | Lahti       | 10 km stylem dowolnym                  | 22:34,9 min | +1:57,8 min | Jules Chappaz           |
| 37.     | 24 stycznia | 2019 | Lahti       | 30 km stylem klasycznym (start masowy) | 1:15:16,7 h | +3:33,9 min | Luca Del Fabbro         |

### Mistrzostwa świata młodzieżowców (do lat 23)
| Miejsce | Dzień   | Rok  | Miejscowość    | Konkurencja                          | Czas biegu  | Strata      | Zwycięzca               |
| ------- | ------- | ---- | -------------- | ------------------------------------ | ----------- | ----------- | ----------------------- |
| 54.     | 1 marca | 2020 | Oberwiesenthal | Sprint stylem dowolnym               | 2:38,56 min | —           | Vebjørn Hegdal          |
| 11.     | 4 marca | 2020 | Oberwiesenthal | 30 km stylem dowolnym (start masowy) | 1:12:42,0 h | +3:14,5 min | Harald Østberg Amundsen |

### Uniwersjada
| Miejsce | Dzień   | Rok  | Miejscowość | Konkurencja                            | Czas biegu  | Strata      | Zwyciężczyni          |
| ------- | ------- | ---- | ----------- | -------------------------------------- | ----------- | ----------- | --------------------- |
| 38.     | 3 marca | 2019 | Krasnojarsk | 10 km stylem klasycznym                | 26:00,6 min | +2:51,4 min | Iwan Jakimuszkin      |
| 26.     | 4 marca | 2019 | Krasnojarsk | 10 km stylem dowolnym (bieg pościgowy) | 23:03,5 min | +3:38,4 min | Iwan Jakimuszkin      |
| 11.     | 6 marca | 2019 | Krasnojarsk | Sprint stylem dowolnym                 | 2:49,39 min | —           | Aleksandr Tierientjew |

### Igrzyska olimpijskie młodzieży
| Miejsce | Dzień     | Rok  | Miejscowość | Konkurencja              | Czas biegu  | Strata      | Zwyciężczyni          |
| ------- | --------- | ---- | ----------- | ------------------------ | ----------- | ----------- | --------------------- |
| 28.     | 13 lutego | 2016 | Lillehammer | Cross                    | 2:59,56 min | —           | Magnus Kim            |
| 35.     | 16 lutego | 2016 | Lillehammer | Sprint stylem klasycznym | 2:55,39 min | —           | Thomas Helland Larsen |
| 26.     | 18 lutego | 2016 | Lillehammer | 10 km stylem dowolnym    | 23:04,8 min | +3:07,3 min | Magnus Kim            |

### Olimpijski festiwal młodzieży Europy
| Miejsce | Dzień     | Rok  | Miejscowość       | Konkurencja              | Czas biegu  | Strata      | Zwyciężczyni      |
| ------- | --------- | ---- | ----------------- | ------------------------ | ----------- | ----------- | ----------------- |
| 25.     | 13 lutego | 2017 | Erzurum/ Kandilli | 7,5 km stylem klasycznym | 27:08,9 min | +1:49,7 min | Miska Poikkimäki  |
| 15.     | 14 lutego | 2017 | Erzurum/ Kandilli | 10 km stylem dowolnym    | 19:06,0 min | +1:51,7 min | Andriej Niekrasow |
| 30.     | 16 lutego | 2017 | Erzurum/ Kandilli | Sprint stylem dowolnym   | —           | —           | Andriej Niekrasow |

### Puchar Świata

#### Miejsca w klasyfikacji generalnej
| Sezon     | Miejsce           |
| --------- | ----------------- |
| 2019/2020 | niesklasyfikowany |
| 2020/2021 | niesklasyfikowany |
| 2021/2022 | niesklasyfikowany |
| 2022/2023 | 193.              |
| 2023/2024 | niesklasyfikowany |
| 2024/2025 | 170.              |

#### Miejsca w poszczególnych zawodachPucharu Świata
stan po zakończeniu sezonu 2019/2020
| Sezon 2019/2020                                                                         |                      |                     |    |                            |                    |                       |                      |                             |                          |                         |                        |                              |                           |                              |     |                     |                                      |                                      |                            |                         |                   |                      |                           |                           |                  |                         |                        |                           |    |                       |                      |                     |        |        |        |        |        |        |        |        |        |        |        |        |        |        |        |        |        |        |        |        |        |        |        |        |        |
| Ruka 29.11 (SP C)                                                                       | Ruka 30.12 (15 km C) | Ruka 1.12 (15 km F) | RT | Lillehammer 7.12 (2×15 km) | Davos 14.12 (SP F) | Davos 15.12 (15 km F) | Planica 21.12 (SP F) | Lenzerheide 28.12 (15 km F) | Lenzerheide 29.12 (SP F) | Toblach 31.12 (15 km F) | Toblach 1.01 (15 km C) | Val di Fiemme 3.01 (15 km C) | Val di Fiemme 4.01 (SP C) | Val di Fiemme 5.01 (10 km F) | TdS | Drezno 11.01 (SP F) | Nové Město na Moravě 18.01 (15 km F) | Nové Město na Moravě 19.01 (15 km C) | Oberstdorf 25.01 (2×15 km) | Oberstdorf 26.01 (SP C) | Falun 8.02 (SP C) | Falun 9.02 (15 km F) | Östersund 15.02 (15 km F) | Östersund 16.02 (15 km C) | Åre 18.02 (SP F) | Meraker 20.02 (34 km F) | Trondheim 22.02 (SP C) | Trondheim 23.02 (30 km C) | ST | Lahti 29.02 (15 km C) | Konnerud 4.03 (SP F) | Oslo 8.03 (50 km C) | punkty | punkty | punkty | punkty | punkty | punkty | punkty | punkty | punkty | punkty | punkty | punkty | punkty | punkty | punkty | punkty | punkty | punkty | punkty | punkty | punkty | punkty | punkty | punkty | punkty |
| 98                                                                                      | 80                   | 69                  | 73 | -                          | -                  | -                     | -                    | -                           | -                        | -                       | -                      | -                            | -                         | -                            | -   | -                   | -                                    | -                                    | -                          | -                       | -                 | -                    | 75                        | 78                        | -                | -                       | -                      | -                         | -  | -                     | -                    | -                   | 0      | 0      | 0      | 0      | 0      | 0      | 0      | 0      | 0      | 0      | 0      | 0      | 0      | 0      | 0      | 0      | 0      | 0      | 0      | 0      | 0      | 0      | 0      | 0      | 0      |
| Legenda                                                                                 |                      |                     |    |                            |                    |                       |                      |                             |                          |                         |                        |                              |                           |                              |     |                     |                                      |                                      |                            |                         |                   |                      |                           |                           |                  |                         |                        |                           |    |                       |                      |                     |        |        |        |        |        |        |        |        |        |        |        |        |        |        |        |        |        |        |        |        |        |        |        |        |        |
| 1 2 3 4-10 11-30 31-100 wyniki anulowane - – zawodnik nie wystartował TdS – Tour de Ski |                      |                     |    |                            |                    |                       |                      |                             |                          |                         |                        |                              |                           |                              |     |                     |                                      |                                      |                            |                         |                   |                      |                           |                           |                  |                         |                        |                           |    |                       |                      |                     |        |        |        |        |        |        |        |        |        |        |        |        |        |        |        |        |        |        |        |        |        |        |        |        |        |